# Ron Flowers
Pour les articles homonymes, voir Flowers.
Ronald Flowers, dit Ron Flowers, est un footballeur anglais, né le 28 juillet 1934 à Doncaster et mort le 12 novembre 2021.

## Biographie
Ron Flowers évolue de 1952 à 1967 aux Wolverhampton Wanderers, jouant 515 matchs et remportant le Championnat d'Angleterre à trois reprises, en 1954, 1958 et 1959, ainsi que la Coupe d'Angleterre en 1960.
Il est sélectionné en équipe d'Angleterre à 49 reprises entre 1955 et 1966, et fait partie du groupe anglais sacré champion du monde en 1966, bien qu'il ne joue aucun match.
Il joue ensuite à Northampton Town de 1967 à 1969 ; il est même entraîneur-joueur lors de la saison 1968-1969. Il joue ensuite au Telford United FC de 1969 à 1971 avant d'être entraîneur-joueur quelques mois.
Il reçoit en 2009 sa médaille de champion du monde, n'ayant pas joué la finale. Il est nommé membre de l'ordre de l'Empire britannique au Nouvel An 2021.
Il meurt le 12 novembre 2021 à l'âge de 87 ans.

## Carrière
- 1952-1967 :  Wolverhampton Wanderers
- 1967-1969 :  Northampton Town
- 1969-1971 :  Telford United FC.

## Palmarès
- 49 sélections et 10 buts avec l'équipe d'Angleterre entre 1955 et 1966.
- Vainqueur de la Coupe du monde 1966 avec l'Angleterre (sans avoir joué aucun match)
- Championnat d'Angleterre : 1954, 1958 et 1959
- FA Cup : 1960